# وقتی غریبه‌ها ظاهر شدند
وقتی غریبه ها ظاهر شدند (به انگلیسی: When Strangers Appear) نام فیلمی در ژانر درام اکشن و رمزالود است که در سال ۲۰۰۱ عرضه شد.

## داستان
زنی جوان به نام بت مالک رستوران خارج از شهر است.روزی مردی جوان به نام بری از در وارد می شوذ که گرسنه و زخمی است و تقاضای کمک دارد.به زودی یک گروه مرد از راه می رسند.بری ادعا می کند که انها قصد کشتنش را دارند اما سردسته خوشتیپ گروه داستان متفاوتی را برای بت تعریف می کند...